# Pobîvanka, Lîpova Dolîna
Pobîvanka (în ucraineană Побиванка) este un sat în așezarea urbană Lîpova Dolîna din regiunea Sumî, Ucraina.

## Demografie
Componența lingvistică a localității Pobîvanka
     Ucraineană (99,42%)
     Alte limbi (0,58%)
Conform recensământului din 2001, majoritatea populației localității Pobîvanka era vorbitoare de ucraineană (99,42%), existând în minoritate și vorbitori de alte limbi.